# مگس‌گیر بهشتی آبی
مگس‌گیر بهشتی آبی (نام علمی: Terpsiphone cyanescens) نام یک گونه از سرده مگس‌گیر بهشتی است.